# Miami Heat
A Miami Heat Miami profi kosárlabdacsapata, amely az NBA-ben játszik.

## Története

### A kezdetek
1987-ben a liga engedélyezte az NBA bővítését négy új csapattal, köztük a Heattel. A Heat az 1988–89-es szezonban debütált tele fiatal és tapasztalatlan játékossal, ami ahhoz vezetett, hogy első 17 meccsüket elvesztették. Besorolásuk sem volt szerencsés, a keleti parton fekvő Miami a Nyugati főcsoportba került, így hatalmas távolságokat kellett megtenniük egy-egy meccs előtt, így nem meglepő, hogy a Miami a liga eddigi legrosszabb idényét zárta, 15–67-es mutatóval. A következő évben hiába helyezték őket keletre, továbbra is sereghajtók maradtak.

### 90-es évek (1991–1997)
Az új évtized már biztatóbb eredményeket is hozott, 1992-ben bekerültek a rájátszásba, azonban az első körben kisöpörték őket. 1994-ben először a csapat történetében pozitív mérleget értek el, de még ez is kevés volt egy rájátszás-párharc megnyeréséhez. Az igazi áttörést végül Pat Riley edző személye hozta meg, aki a csapathoz csábította Alonzo Mourningot, sokat segítve ezzel a támadójátékon. 1996-ban már 61–21-es eredménnyel zárták az alapszakaszt, és 3–1-ről fordítva legyőzték a New York Knicks-et az első körben. A Chicago Bulls azonban túl kemény feladatnak bizonyult a következő két évben, először az elődöntőben, majd a főcsoportdöntőben.

### Ezredforduló (1997–2004)
A következő évek a Knicks-szel való rivalizálás jellemezte, de se a 10. évfordulón, se 1999-ben nem tudtak győzni a New York-iak ellen. A csapat népszerűségét jellemzi az, hogy stadiont váltottak, új pályájuk az American Airlines Arena lett. Mourning 2000-es sérülése után a csapat kezdett átalakulni, Eddie Jones, Anthony Mason és Tim Hardaway vették át a főszerepet. A kisebb mélyrepülés után sokat segített Dwyane Wade megszerzése, aki már újoncként is sokat tett csapatáért. Az új edző, Stan Van Gundy irányításával a csapat 2004-ben a rájátszás 2. köréig jutott el.

### Sikeres évtized (2004–2014)
A szupersztár Shaquille O’Neal nagy visszhangot kiváltó 2004-es érkezése után a Heat eredményei tovább javultak, Wade és O’Neal remek együttműködésével 59–23-as eredményt értek el, de a Detroit Pistonst már nem tudták legyőzni a keleti döntőben.
 2005-ben, immár újra Pat Riley vezetésével folytatódott az eredményes játék, a Heat második legjobbként került be a rájátszásba, ahol rendkívül stabil, megbízható játékot játszva sorra legyőzte a Bulls-t, a New Jersey Netset és végül a Pistonst, így jó esélyekkel várta a Dallas Mavericks elleni döntőt. A Miami az első két mérkőzést elveszítette, de 3. csapatként a liga történetében fordítani tudtak 0–2-ről, és több szoros, drámai meccs után végül a 6. meccsen nyerhették el a trófeát a Dallas otthonában. A döntő legértékesebb játékosának járó címet természetesen a fantasztikus teljesítményt nyújtó Dwyane Wade kapta meg, de utolsó esélyként végre gyűrűt kaptak olyan korábbi nagy játékosok, mint Gary Payton, Alonzo Mourning valamint Antoine Walker is.
Az utolsó szezonban (2010-2011) nagy eséllyel indult a bajnoki címért olyan játékosokkal a keretben, mint LeBron James, Dwyane Wade, Chris Bosh valamint az NBA jelenleg legmagasabb játékosa Žydrūnas Ilgauskas. Ezzel a kerettel másodikak lettek az alapszakaszban, csak a Chicago Bulls előzet meg őket keleten. A rájátszásban a Philadelphia 76ers ellen kezdtek, majd a Boston Celtics-et fogadták. Mindkét párharc végeredménye 4-1 lett a Miami Heat javára. A főcsoportdöntőben a Chicago Bulls volt az ellenfelük. Előbb a Bulls szerzett vezetést, de ekkor zsinórban három meccset veszített el, így a Miami 3-1-re vezetett, de még a remény is felragyogott, amikor az ötödik meccsen legyőzte a Bulls a Heat-et. De a vége 4-2 lett a Miami javára és bekerült a nagydöntőbe, ahol a 2006-os ellenfelét fogadta a Dallas Mavericks-et. A Miami kétszer is előnyre tett szert mivel az első és a harmadik meccset megnyertek. De mind a kétszer fordítani tudott köszönhetően Dirk Nowitzki-nek aki 39 °C-os láza ellenére is képes volt rengeteg pontot szerezni, mellette köszönhető volt LeBron James siralmas teljesítmények is aki 430 meccs óta tartó sorozatát szakította meg azzal, hogy nem szerzett 10 pontot egy meccsen. Végül a Bajnok a Dallas Mavericks lett és a döntő MVP-je Dirk Nowitzki lett.
2012-ben ismét elkezdtek hajtani a bajnoki cím felé. Eljutottak a Nagydöntőbe a New York Knicks, az Indiana Pacers és a Boston Celtics-es keresztül! Utóbbi 7 meccses sorozat volt, de a Heat sikerrel vette ezt az akadályt! A döntőben az Oklahoma Cíty Thunderrel találkoztak, ahol az 1. meccsen kikaptak a Oklahoma Cityben, még Lebron James 30 pontja sem volt elég! A 2. meccsen is szintén idegenben léptek pályára, de Lebron vezérletével 4 ponttal felül tudták múlni a Thunder-t, 100-98 lett a végeredmény! Innen már csak felfelé vezetett az út. A Miami Heat 4-1-es összesítéssel megverte az Oklahoma City Thunder-t és begyűjtötték a franchise 2. bajnoki címét, míg James végre először lett bajnok egy Final MVP cím mellé!
2013-ban a Heat kelet elsőként jutott be a rájátszásba, ahol a Milwaukee Bucks-ot söpörték ki az 1. fordulóban. A 2. fordulóban a Chicago Bulls-ot 4-1-re. Ezeket sorozatokat nagyon simán hozta a Miami, de aztán jött az Indiana Pacers elleni 7 meccs, amit úgy hoztak hírbe: Vajon véget ért a Heat dominanciája? A 7. meccs győzelme után szinte már jött is a Nagydöntő 1. meccse, ahol a San Antonio Spurs ellen léphettek pályára ráadásul otthon és pláne úgy hogy a Spurs már több mint egy hete pihent, ami azzal kecsegetett hogy ők úgymond "elfelejtettek" kosarazni! Ám nem így lett a texasiak behúzták az 1. meccset hihetetlen kiélezett helyzetben Tony Parker győztes kosarával. A 2. meccs egy sima Heat győzelem volt, majd a 3. már Texasban egy hatalmas vereség. A San Antonio bár nem fiatal csapat de olyan jól tudta tartani a Miami-t hogy ahogy kiegyenlítettek, a következő meccsről győzelemmel távozhattak. Így értek vissza 3–2-vel Floridába a csapatok. A hatodik meccsen a Heatben mindenki tette a dolgát. Dwyane Wade, Lebron James és Chris Bosh helytálltak. Szoros mérkőzés hoztak össze ami az utolsó másodpercekig fokozódott. A Miaminak másodpercei voltak hátra, vezetett a Spurs 3 ponttal, mikor jött Lebron egy újabb tripla kísérlettel, ami nem esett be, de Bosh megszerezte a támadó lepattanót, amit a hárompontos vonal mögé hátráló Ray Allennek passzolt oda és 5 másodperccel a vége előtt hárompontost szerzett. A közönség tombolt és a csapatuk hosszabbításra mentette a szezont. Itt 8-5-tel verték meg a Tim Duncan és Parker vezérletű San Antoniot, 3-3 lett az állás. A mindent eldöntő hetedik meccs is szorosra sikerült de Wade és James 23 illetve 37 pontja elég volt ahhoz hogy a Heat megnyerje összességében a harmadik bajnoki címét. James ismét a döntő legértékesebb játékosa (MVP) lett.
2014-ben ismét eljutott a nagydöntőig, ám itt a sérülésekkel és betegségekkel küszködő LeBron-t és a gyengén szereplő csapattársait simán, 4-1-re verte a San Antonio Spurs.
Az elvesztett döntő után a "Nagy Hármas" mindegyike szerződést bontott. LeBron visszaigazolt Clevelandbe, ahova megy vele James Jones. Dwyane Wade új, olcsóbb szerződést kötött, hogy a klubnak legyen pénze újoncokra.

## Riválisok

### New York Knicks
A New York Knicks és a Miami Heat közötti rivalizálás az 1997 és 2000 közötti négy egymást követő rájátszás-sorozatuknak köszönhető. Mindegyik sorozat hét mérkőzésig tartott. A rivalizálás központi alakja Pat Riley volt, aki mindkét csapat vezetőedzője volt (a Knicksnél az 1990-es évek elején, a Heatnél pedig az 1990-es évek végén). 

### Orlando Magic
Az Orlando Magic és a Miami Heat rivalizált egymással, mivel mindkét csapat Floridában található, így a rivalizálás a Sunshine State rivalizálás néven vált ismertté.  A két csapat először 1997-ben találkozott egymással az NBA rájátszásában, akkor a Miami 3-2-re legyőzte az Orlandót, azóta nem találkoztak a rájátszásban.

### Boston Celtics
A két csapat először 2010-ben csapott össze a rájátszásban, amikor a Celtics négy az egy ellenében legyőzte a Heatet, és végül a Celtics jutott be az NBA döntőjébe. Miután zsinórban három egymást követő évben szenvedtek vereséget az első körben, a Celtics elleni vereség volt az, ami arra késztette Dwyane Wade-et, hogy kijelentse, ez a vereség lesz "az utolsó" az első körben a közeljövőben. A két csapat 2020-ban (4–2), 2022-ben (4–3) és 2023-ban (4–3) is a főcsoportdöntőben találkozott, az első és az utóbbi párosítást a Heat nyerte meg, míg 2022-ben a Celtics volt diadalmas.

### Chicago Bulls
A Chicago Bulls és a Miami Heat rivalizálása akkor kezdődött, amikor a Miami Heat a kilencvenes években, a Bulls és Michael Jordan által uralt évtizedben a bajnoki címért küzdött. Ebben az időszakban a Heat háromszor is kiesett a Bulls ellen, amely aztán minden alkalommal megnyerte az NBA bajnokságot. Jordan visszavonulása és a Heat 2000-es évek eleji bukása után a rivalizálás lehűlt, de kissé felélénkült, amikor a Heat a 2006-os NBA rájátszás első fordulójában szembe került velük, amely 4-2-es Heat-sikerrel végződött, és a Heat megnyerte az NBA-döntőt. A Bulls a következő szezonban a címvédő Heatet söpörte ki az első fordulóban.

### Dallas Mavericks
A Heat-Mavericks rivalizálás a 2006-os NBA-döntőben kezdődött, ahol a két csapat találkozott, és mindkettő az első NBA-döntőbe jutott. Egy évvel korábban a Heat megszerezte Shaquille O'Nealt. A Maverickst Dirk Nowitzki, a Heatet pedig Dwyane Wade vezette. A Dallas jobb alapszakasz-mérlege (60-22) miatt hazai pályaelőnye volt a sorozatban, mint a Miaminak (52-30), és az első két mérkőzést megnyerte, a harmadik meccsre pedig 2-0-s előnnyel lépett be. Úgy tűnt, hogy megnyerik a 3. mérkőzést, amíg a Heat felzárkózása - többek között Wade sok büntetőjével - azt eredményezte, hogy a Mavericks elveszítette a harmadik meccset. A Heat az összes hazai meccsét megnyerte, a Mavericks a 3., 4. és 5. mérkőzést elbukta. A rendkívül ellentmondásos 5. mérkőzésen, amely 101-100-as Heat-győzelem volt, Wade több büntetőt dobott, mint az egész Mavericks-csapat. A Mavericks tulajdonosa, Mark Cuban, valamint Nowitzki is pénzbüntetést kapott szabálytalanságok miatt. A 6. mérkőzésen a sorozat visszatért Dallasba, ahol a Mavericks 92-95-re kikapott. Jason Terry elrontott egy hárompontos kísérletet, amellyel egyenlíthetett volna. Wade felkapta a labdát, és a levegőbe dobta ünnepelve, miközben a Heat megnyerte az NBA-bajnokságot, ráadásul az elsőt. Wade-et választották a döntő MVP-jének.

### Indiana Pacers
A legutóbbi rivalizálás az Indiana Pacersszel kezdődött a 2012-es NBA-rájátszás keleti konferencia elődöntőjében.